# Meshimori onna

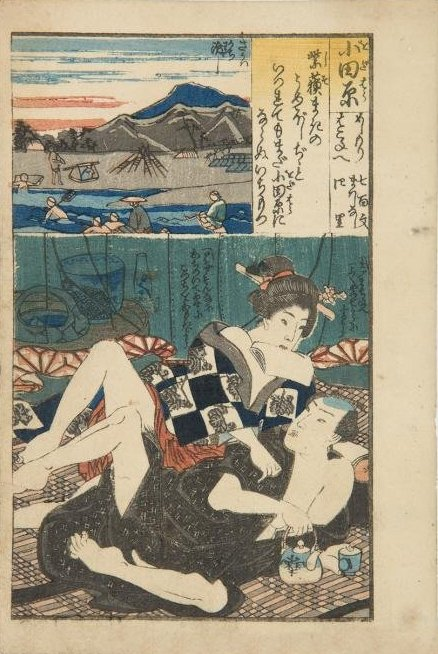
Pintura de una meshimori onna. Shozan Koikawa, 1840-1870.

Una meshimori onna (飯盛女 o 食売女, "mujer que sirve comida") o meshiuri onna (飯売女, "mujer vendedora de comida") era una clase de sirvienta y prostituta del período Edo japonés, comúnmente empleadas por las posadas llamadas hatago en las shukuba o paradas de postas. Originalmente sólo desempeñaban roles de posadera y camarera (jochu, 女中), pero la competencia entre locales a lo largo de las transitadas rutas kaido (véase Cinco Rutas de Edo) las llevó a diversificarse como prostitutas a fin de atraer clientes.

## Historia
Originalmente, las prostitutas tenían limitado su oficio a los distritos rojos oficialmente designados en las ciudades, con lo que la costumbre de las meshimori onna estaba formalmente prohibida, pero terminó por ser legalizada debido a la demanda pública. A pesar de ello, en 1718 el shogunato Tokugawa impuso una ley por la que cada establecimiento no podía contar con más de dos prostitutas en actividad. Era habitual que las mujeres más jóvenes y atractivas se encargasen de esto, y que las más viejas se dedicasen completamente a las tareas domésticas del local.